# Bellaria-Igea Marina
Bellaria-Igea Marina là một đô thị ở tỉnh Rimini của Ý. Thị xã này có 15.000 dân.